# Perameles papillon
Perameles papillon este o specie dispărută de marsupiale originară din Deșertul Nullarbor din Australia. Epitetul specific este acrodat datorită petei maro închis de pe fese, care seamănă cu un fluture. Specia a fost descrisă în 2018 pe baza pieilor existente și a materialului osteologic din cadrul colecțiilor muzeale din Australia. Se crede că a dispărut cândva pe la mijlocul secolului al XX-lea din cauza vulpilor non-native introduse în timpul stabilirii europene. 